# Alain Maxime Isiah
Alain Maxime Isiah (* 19. Dezember 1977) ist ein ehemaliger Sprinter von St. Kitts und Nevis.

## Karriere
Er war bei den Olympischen Spielen 1996 in Atlanta zusammen mit Ricardo Liddie, Kim Collins und Bertram Haynes Teil der 4-mal-100-Meter-Staffel. Diese erreichte im zweiten Heat eine Zeit von 40,12 Sekunden, womit die Staffel auf dem vierten Platz landete und damit nicht weiter kam.